# عنکبوت‌های کشویی‌ساز
عنکبوت‌های کشویی‌ساز (نام علمی: Antrodiaetidae) نام یک تیره از راسته عنکبوت است.